# Circonscription de Dano
La circonscription de Dano est une des 177 circonscriptions législatives de l'État fédéré Oromia, elle se situe dans la Zone Ouest Shoa. Son représentant actuel est Dugasa Oluma Qano.